# Neochevalierodendron
Neochevalierodendron là một chi thực vật có hoa trong họ Đậu.